# Municipio de Emmet (Illinois)
El municipio de Emmet (en inglés: Emmet Township) es un municipio ubicado en el condado de McDonough en el estado estadounidense de Illinois. En el año 2010 tenía una población de 1288 habitantes y una densidad poblacional de 15,52 personas por km².

## Geografía
El municipio de Emmet se encuentra ubicado en las coordenadas 40°30′15″N 90°45′6″O / 40.50417, -90.75167. Según la Oficina del Censo de los Estados Unidos, el municipio tiene una superficie total de 82.97 km², de la cual 82.96 km² corresponden a tierra firme y (0.01%) 0.01 km² es agua.

## Demografía
Según el censo de 2010, había 1288 personas residiendo en el municipio de Emmet. La densidad de población era de 15,52 hab./km². De los 1288 habitantes, el municipio de Emmet estaba compuesto por el 89.05% blancos, el 3.03% eran afroamericanos, el 0.08% eran amerindios, el 6.6% eran asiáticos, el 0.08% eran isleños del Pacífico, el 0.31% eran de otras razas y el 0.85% pertenecían a dos o más razas. Del total de la población el 1.94% eran hispanos o latinos de cualquier raza.